# Doris Kaufmann
Doris Kaufmann (* 3. Januar 1953 in Münster) ist eine deutsche Historikerin.
Doris Kaufmann studierte Geschichte und Politikwissenschaft an der Universität Münster, der Freien Universität Berlin und der Technischen Universität Berlin. Von 1981 bis 1983 war sie Lehrbeauftragte für Frauengeschichte am Friedrich-Meinecke-Institut der FU Berlin. Im Jahr 1983 wurde Kaufmann bei Reinhard Rürup und Karin Hausen an der TU Berlin mit der Arbeit Katholisches Milieu und Politik in der Endphase der Weimarer Republik promoviert. Von 1984 bis 1987 war sie wissenschaftliche Mitarbeiterin an der Universität Tübingen in einem Forschungsprojekt über Frauen und Christentum in der ersten Hälfte des 20. Jahrhunderts. Von 1992 bis 1993 war Kaufmann Member am Institute for Advanced Study in Princeton. Im Jahre 1993 habilitierte sich Kaufmann an der TU Berlin mit der Arbeit Aufklärung, bürgerliche Selbsterfahrung und die ‘Erfindung’ der Psychiatrie in Deutschland, 1770–1850. Von 1993 bis 1996 hatte sie Vertretungs- bzw. Gastprofessuren an der FU Berlin, der Universität Tübingen, der Universität Jena und der Universität Bern inne. Von 1995 bis 1997 war sie am Max-Planck-Institut für Wissenschaftsgeschichte in Berlin tätig. Von Anfang 1998 bis März 2000 war sie in der Max-Planck-Gesellschaft als Projektleiterin des Forschungsprogramms Geschichte der Kaiser-Wilhelm-Gesellschaft im Nationalsozialismus tätig. Seit März 2000 lehrt Kaufmann als Professorin für die Geschichte des 19. und 20. Jahrhunderts an der Universität Bremen.
Ihre Forschungsschwerpunkte sind die Kultur- und Wissenschaftsgeschichte, insbesondere die Geschichte der Naturwissenschaften und Psychiatrie im Nationalsozialismus, die Geschichte der Wissenschaften vom Menschen seit dem 18. Jahrhundert, die Kultur- und Sozialgeschichte von Devianz und Abweichung im 19. und 20. Jahrhundert. Kaufmann gehörte dem Beirat der Zeitschrift Feministische Studien an.

## Schriften
Monographien
- Ornamentwelten. Ethnologische Expeditionen und die Kunst der „Anderen“, 1890–1930. Böhlau, Wien u. a. 2020, ISBN 978-3-41251-834-9.
- Aufklärung, bürgerliche Selbsterfahrung und die „Erfindung“ der Psychiatrie in Deutschland, 1770–1850 (= Veröffentlichungen des Max-Planck-Instituts für Geschichte. Bd. 122). Vandenhoeck & Ruprecht, Göttingen 1995, ISBN 3-525-35437-1.
- Frauen zwischen Aufbruch und Reaktion. Protestantische Frauenbewegung in der ersten Hälfte des 20. Jahrhunderts (= Piper. Bd. 897). Piper, München u. a. 1988, ISBN 3-492-10897-0.
- Katholisches Milieu in Münster 1928–1933. Politische Aktionsformen und geschlechtsspezifische Verhaltensräume (= Düsseldorfer Schriften zur neueren Landesgeschichte und zur Geschichte Nordrhein-Westfalens. Bd. 14). Schwann, Düsseldorf 1984, ISBN 3-590-18126-5.

Herausgeberschaften
- Geschichte der Kaiser-Wilhelm-Gesellschaft im Nationalsozialismus. Bestandsaufnahme und Perspektiven der Forschung. 2 Bde., Wallstein, Göttingen 2000, ISBN 3-89244-423-4.